# یواس‌اس ال‌اس‌تی-۴۰۰
یواس‌اس ال‌اس‌تی-۴۰۰ (به انگلیسی: USS LST-400) یک کشتی بود که طول آن ۳۲۸ فوت (۱۰۰ متر) بود. این کشتی در سال ۱۹۴۲ ساخته شد.